# Ioan de Rozgony
Ioan de Rozgony (în maghiară Rozgonyi János) a fost voievod al Transilvaniei între anii 1449-1460.